# Estadio Jalan Besar
El Estadio Jalan Besar es un estadio de fútbol ubicado en la zona de Kallang, dentro del Consejo de Desarrollo Central de la ciudad-estado de Singapur. Este recinto alberga partidos de la Singapore Premier League, concretamente de los equipos Young Lions y Lion City Sailors.
También, en este inmueble la Selección de fútbol de Singapur disputa algunos de sus partidos en condición de local, tanto en encuentros amistosos como fases de clasificación, sea para la Copa Asiática o la Copa Mundial de la FIFA.
El estadio fue inaugurado en 1932 y renovado en el año 2003, Posee una capacidad de 8000 espectadores sentados, siendo uno de los recintos deportivos más importantes del país.

## Historia
Originalmente, el estadio fue inaugurado en 1929, y este fue considerado como "El lugar del nacimiento del fútbol en Singapur"
A lo largo del tiempo, el recinto acogió eventos no solo deportivos sino también nacionales, como el 1° Festival de la Juventud de Singapur de 1955, el día de las fuerzas armadas en 1969 y el desfile nacional de Singapur en 1984. 
El estadio fue clausurado en diciembre de 1999, para iniciar obras de reconstrucción que terminaron en 2003 con la reinauguración del estadio.
En el año 2006, bajo el plan de GOAL de la FIFA, se le reinstaló al estadio un césped artificial, el costo de este fue de $1.000.000, este fue financiado por el Programa Goal de la FIFA y el Plan de Asistencia Financiera de la FIFA; también la FIFA calificó al estadio con 1 estrella.
En 2008, el terreno de juego del estadio fue nuevamente reemplazado con ayuda de los Estados Unidos, con una inversión de 400.000 dólares, subiendo la calificación FIFA a 2 estrellas gracias a este nuevo césped artificial de mejor calidad.
En el año 2010, el estadio fue uno de los recintos deportivos en los Juegos Olímpicos de la Juventud 2010 realizados en Singapur, donde el estadio albergó los torneos de fútbol tanto masculino como femenino. 
El 22 de mayo de 2013, la Selección de fútbol de Singapur disputó con el Atlético Madrid la Peter Lim Charity Cup, un partido amistoso con acciones benéficas, el cuadro español se impuso por un marcador de 2-0.